# Merseyside Maritime Museum
Das Merseyside Maritime Museum (deutsch „Schifffahrtsmuseum Merseyside“) befindet sich in einem historischen Lagerhaus direkt an der Uferpromenade des River Mersey in der englischen Hafenstadt Liverpool.
Die Sammlungen des Museums illustrieren die Geschichte der Schifffahrt und des Seehandels im Laufe der Jahrhunderte, insbesondere natürlich auch die Bedeutung des Seehafens von Liverpool. Gezeigt werden zahlreiche Schiffsmodelle, Gemälde und Zeichnungen. Das größte Originalobjekt ist die MV Edmund Gardner, ein ehemaliges Lotsenschiff von 1953, das inzwischen mit einem besonderen Tarnanstrich, in Anlehnung an die historische Dazzle camouflage aus dem Ersten Weltkrieg, versehen wurde. Es befindet sich im Trockendock gegenüber dem Museumsgebäude.
2019 wurde das Merseyside Maritime Museum von rund 837.000 Personen besucht. 2024 betrug die Besucherzahl etwa 502.000 Personen.